# 小野俊資
小野 俊資（おの としすけ）は、安土桃山時代から江戸時代前期にかけての武将。毛利氏家臣で長州藩士。

## 生涯
天正4年（1576年）、毛利氏家臣で長門国厚狭郡末益名内の30石足を領した小野俊久の子として生まれる。
俊資が生まれる以前、嗣子がいなかった父・俊久は小野俊賢を養子に迎え、永禄10年（1567年）10月13日に俊賢へ小野家の家督と鎌倉時代以来の代々の証文を譲与していたが、俊賢が早世したため、俊資が後継となった。
慶長5年（1600年）7月、関ヶ原の戦いの前哨戦として徳川家家臣・鳥居元忠の籠もる伏見城への攻撃が行われた。この戦いに毛利家からは吉川広家、毛利元康、小早川秀包、堅田元慶らが参戦しており、これに俊久も加わったが、伏見城が落城した8月1日に戦死したため、俊資が跡を継いだ。
関ヶ原の戦い後は、輝元の跡を継いだ秀就、綱広の2代に仕え、明暦4年（1658年）8月4日に死去した。享年83。子の資久が跡を継いだ。